# OBÜZ
Die Oberbayerische Überlandzentrale AG (kurz: OBÜZ; zum Begriff siehe Überlandzentrale siehe Elektrizitätswerk#Begriffswandel) war ein am 23. September 1911 in München (u. a. durch das Berliner Bankhaus Ernst Friedmann) gegründetes Stromversorgungsunternehmen, das 1932 von der Amperwerke Elektrizitäts-AG übernommen wurde, welche 1955 mit der Isarwerke AG zu den Isar-Amperwerken fusionierten. Diese gingen wieder um 2001 in der E.ON Bayern auf, heute Bayernwerk.
Die Gesellschaft unterhielt u. a. die Leitzachwerke und das Wasserkraftwerk Schönmühl an der Loisach.